# Монтреал-Север
Монтреал-Север (фр. Montréal-Nord) је једна од 19 општина Монтреала. Општина је образована 1. јануара 2002.